# Franc Kos (zgodovinar)
Franc Kos, slovenski zgodovinar, * 24. december 1853, Selca, † 14. marec 1924, Ljubljana.

## Življenjepis
Rodil se je očetu Janezu in materi Elizabeti (rojeni Krek). Franc Kos je od leta 1874 do 1878 na dunajski univerzi študiral zgodovino, zemljepis in kot tretji predmet slavistiko in prav tam 1881 doktoriral iz antične zgodovine Makedonije. Od 1880 do 1911 je bil srednješolski profesor v Ljubljani, Kopru in Gorici. Po upokojitvi na začetku prve svetovne vojne se je 1915 umaknil na Dunaj in po razpadu Avstro-Ogrske 1918 prišel v Ljubljano.

## Delo
Kos pripada prvi generaciji znanstvenih zgodovinarjev v Sloveniji. Raziskoval je naseljevanje in pokristjevanje Slovencev, objavljal in kritično je obravnaval zgodovinske vire za obdobje od leta 500 do 1269. Njegovo raziskovalno delo se deli v več skupin. V vrsti razprav in v uvodih v Gradivo za zgodovino Slovencev v srednjem veku, je sistematično obravnaval zgodovino Slovencev do leta 1269. Že pred začetkom izdajanja Gradiva je posvetil več razprav zgodovini slovenskega ozemlja pred prihodom ter naselitvijo Slovanov. Večkrat je obravnaval slovensko zgodovino  v dobi pokristjanjevanja, zgodovini 9.stoletja pa je poleg več razprav posvetil svojo prvo knjigo Spomenica tisočletnice Metodove smrti (1885). Po letu 1896 se je v okviru širokega načrta o delu za slovensko zgodovino pri Slovenski matici zavzel za obdobje od leta 500 do 1269 in je v obliki razprav do 1899 že pripravil večino obravnav dobe do leta 900, toda delo je bilo s strani matice zavrnjeno kot »prestrokovnjaško« in preobsežno.  Po neuspehu pri Slovenski matici je uveljavljal koncept slovenske zgodovine na še bolj kompleksen način, z načrtom, »da bi zbrali vse znane zgodovinske vire, ki nam ponujajo našo preteklost, ter jih potem uporabili tako, kot zahteva njihova vrednost in zanesljivost«. Ta načrt je uresničil za obdobje od leta 500 do 1246, v doslej najobsežnejšem, do srede 13. stoletja temeljnem delu slovenskega zgodovinopisja. V Gradivu za zgodovino Slovencev v srednjem veku, ki je izšlo v 5 knjigah (1902-28), je izdal okoli 4.000 regestov in pri tem vire kritično ocenil  in opremil s pojasnili. V uvodih k vsaki knjigi je podal tudi oris slovenske zgodovine (historična geografija, politična in cerkvena, v 4. knjigi tudi kulturna zgodovina; v posmrtni izdaji 5. knjige pa je uvod napisal sin Milko Kos). Zbral je tudi velik del virov za naslednja stoletja od tega je v dunajskem državnem arhivu pridobil nad 5.000 do takrat še neobjavljenih regestov iz 13. do 15. stoletja. Na podatke tega gradiva je opozarjal v vrsti manjših razprav iz krajevne zgodovine in na njegovi osnovi napisal skupino del o Škofji Loki (Doneski k zgodovini Škofje Loke in njenega okraja), pa tudi številne razprave posvečene zgodovini Goriške (K zgodovini Gorice v srednjem veku).
Kos se je zanimal tudi slovenska družinska in osebna imena ter slednja z uspehom poskušal oživiti. Objavljal pa je tudi razne starejše slovenske tekste.
Za razvoj slovenske zgodovinske kritične misli so pomembne zlasti njegove ocene iz prvih let dela. Kos je v vsem svojem delu ostajal predvsem pri kritičnem presojanju virov in dejstev, manj pa se je loteval globjih vprašanj zgodovinskega razvoja in njegovih vzročnih povezav. Ostro je zavračal avtohtonistične teorije in se načelno uprl obravnavi slovenske zgodovine le v okviru posameznih zgodovinskih dežel. Velja za utemeljitelja slovenskega znanstvenokritičnega zgodovinopisja.
Njegova sinova, ki ju je imel z ženo Marijo, po rodu Furlanko, sta bila zgodovinar Milko Kos in slikar Gojmir Anton Kos, oba profesorja in akademika.